# 大田村 (福島県)
大田村（おおたむら）は福島県伊達郡にあった村。現在の伊達市北西部、阿武隈急行線の大泉駅・二井田駅周辺にあたる。

## 歴史
- 1889年（明治22年）4月1日 - 町村制の施行により、大泉村、金原田村、二井田村、大立目村の区域をもって発足。
- 1955年（昭和30年）3月1日 - 保原町・柱沢村・富成村・上保原村と合併して保原町が発足。同日大田村廃止。
- 2006年（平成18年）1月1日 - 保原町が伊達町・梁川町・霊山町・月舘町と合併して伊達市が発足。

## 交通

### 鉄道路線
現在は阿武隈急行線の大泉駅、二井田駅が所在するが、当時は未開業。